# HMS Royal Oak (1809)
HMS Royal Oak (Корабль Его Величества «Ройял Оук») — 74-пушечный линейный корабль третьего ранга. Пятый корабль Королевского флота, названный HMS Royal Oak, в честь дуба, в котором король Карл II спрятался перед побегом из страны во время гражданской войны. Девятый линейный корабль типа Fame. Относился к так называемым «обычным 74-пушечным кораблям», нёс на верхней орудийной палубе 18-фунтовые пушки. Заложен в декабре 1805 года. Спущен на воду 4 марта 1809 года на частной верфи Дудмана в Дептфорде. Принял участие во многих морских сражениях периода Наполеоновских войн и Англо-американской войны.

## Служба
В июле 1809 года Royal Oak принял участие во второй Голландской экспедиции, целью которой 
было уничтожение верфей и арсеналов в Антверпене, Тернезене и Флиссингене. 13 августа принял участие в бомбардировке 
Флиссингена. Военно-морская бомбардировка была частью гораздо более крупной операции; 
британский сухопутный корпус стостоял из 30000 солдат, целью которых было оказать помощь австрийцам, вторгшись в 
Голландию и уничтожив французский флот базировавшийся в гавани Флиссингена. Экспедиция закончилась неудачно, 
вследствие разразившейся эпидемии англичане к 9 декабря вынуждены были очистить Валхерен.
6 сентября 1811 года Royal Oak вместе с 28-пушечным фрегатом Barbadoes и 16-пушечным шлюпом Goshawk находились в районе 
Шербур-Октевиля, когда получили сведения, что в гавань Шербура из Булони отправлены несколько канонерок. Британские корабли остались у гавани города для их перехвата и 7 сентября заметили семь канонерок, каждая из которых была вооружена тремя 24-фунтовыми пушками и имела экипаж из 75 человек. В результате нападения британских судов одна из канонерок была вынуждена выброситься на берег, а остальные бежали.
1 июня 1814 года контр-адмирал Палтни Малькольм, который поднял свой флаг на борту Royal Oak, отплыл из Англии перевозя 
войска под командованием бригадного генерала Роберта Росса в Северную Америку. Малкольм сопровождал сэра Александра Кокрейна в экспедиции в Чесапикский залив и принимал участие в высадке и посадке войск, занятых в военных действиях против Вашингтона и Балтимора.
В декабре Royal Oak был с флотом под командованием Кокрейна во время подготовки  к атаке на Новый Орлеан. Перед этой битвой лодки Royal Oak приняли участие в битве при озере Борне.
Между 12 и 15 декабря 1814 года капитан Локьер с Sophie привел флотилию из 50 шлюпок, барж и гичек, чтобы напасть на 
канонерские лодки США. Локьер разделил шлюпки на три группы, одну из которых возглавил он сам. Капитан Монтресор с брига 
Manly командовал второй, а капитан Робертс с Meteor командовал третьей. Британцы гребли на веслах в течение 36 часов прежде чем встретили американцев у острова Святого Иосифа. 13 декабря 1814 года британцы напали на шхуну Sea Horse. Утром 14 декабря произошло короткое, ожесточенное сражение. Британцы захватили или уничтожили почти всю американскую флотилию, в том числе тендер, Alligator, и пять канонерских лодок. Англичане потеряли 17 человек убитыми и 77 ранеными, из них Royal Oak потерял лишь одного человека раненым. За это сражение в 1847 году Адмиралтейство выпустило медаль с пряжкой «14 Dec Boat Service 1814», которой были награждены все выжившие участники этого сражения.
В декабре 1825 года Royal Oak отплыл к Бермудским островам, где он был переведен на рейдовую службу и переоборудован сначала в лазарет, затем, в 1830 году, в плавучую тюрьму, а с 20 декабря 1848 года продолжил службу в качестве принимающего корабля. Он оставался в этой роли до 1850 года, когда было принято решение отправить корабль на слом.